# Methanex
Methanex Corporation är ett kanadensiskt multinationellt kemiskt företag som producerar och distribuerar metanol till kunder i Asien-Stillahavsregionen, Europa, Nordamerika och Sydamerika. Det har verksamheter i elva länder på fem kontinenter världen över. Företaget är världens största producent av metanol.

## Historik
Methanex har sitt ursprung från att vara en del av kemiska företaget Ocelot Industries, som grundades 1968 som ett prospekteringsföretag. År 1982 uppförde Ocelot en metanolfabrik i Kitimat i British Columbia medan fem år senare uppfördes det även en fabrik för ammoniak i samma stad. År 1992 beslutade Ocelot att verksamheten för ammoniak och metanol skulle knoppas av och läggas in i ett nytt och självständigt företag med namnet Methanex. Samtidigt noterades Methanexs aktier på börserna Toronto Stock Exchange och Nasdaq. År 1995 grundade företaget ett eget rederi med namnet Waterfront Shipping för att distriburera metanolen själv till sina kunder. Samma år hade Methanex sålt av sina intressen för ammoniak till japanska Mitsui & Co.